# アマミヒイラギモチ
アマミヒイラギモチ（奄美柊黐、学名： Ilex dimorphophylla ） は、モチノキ科モチノキ属の常緑低木。別名、ヒイラギモチ。

## 特徴
樹高は2-4mになる。樹皮は灰白色でなめらかで、小さな皮目が目立つ。若い枝は淡緑色で、細毛が密に生える。葉は互生し、若木と成木の葉は大きく異なる。若木の葉身は長さ1.5-3cm、形は楕円形で、先端は刺となって鋭くとがり、縁には2-4対の先が刺になる鋸歯がある。成木の葉身は革質で、長さ1-2cm、幅0.8-1.5cm、形は倒卵形または楕円状円形で、先端は円く、縁は全縁、表面、裏面とも無毛。成木の葉には長さ2-3mmになる葉柄がある。
花期は5月。雌雄異株で前年枝の葉腋にあるごく短い短枝に1-3個の花をつける。萼片は4個で、ごく小さい広卵形。花弁は緑白色で4個あり、広楕円形で長さ約1.5mmになる。花柄は長さ3-4mmあり、鱗片状の小さい苞葉がある。果期は11-12月。果実は核果で、径約6 mmの球状になり赤色に熟し、4個の種子がある。果柄は長さ約5mmになる。

## 分布と生育環境
奄美大島固有種。奄美大島の最高峰である湯湾岳に分布し、山頂部と開けた急な斜面部のみに生育が確認されている。園芸用のため採集され、激減した。

## 保全状況評価
絶滅危惧IA類 (CR)（環境省レッドリスト）

## ギャラリー
- 若木の葉